# Tinto
Tinto, Rio Tinto – rzeka w Hiszpanii w prowincji Huelva. Długość: 100 km. Powierzchnia dorzecza: 739 km². Uchodzi do Oceanu Atlantyckiego.
Większe miasta położone nad rzeką to:
- Valverde del Camino
- La Palma del Condado
- Moguer
- Palos de la Frontera
- Huelva